# Чарльз Ондо
Чарльз Ондо (ісп. Charles Ondo, нар. 22 жовтня 2003, Мадрид) — екваторіальногвінейський футболіст, захисник англійського клубу «Гаддерсфілд Таун».
Виступав, зокрема, за клуби «Гаддерсфілд Таун» та «Вотерфорд Юнайтед», а також національну збірну Екваторіальної Гвінеї.

## Клубна кар'єра
Народився 22 жовтня 2003 року в місті Мадрид. Вихованець юнацьких команд футбольних клубів «Міллволл» та «Гаддерсфілд Таун».
У дорослому футболі дебютував 2022 року виступами за команду «Гаддерсфілд Таун», в якій провів один сезон, взявши участь у 2 матчах чемпіонату. 
Своєю грою за цю команду привернув увагу представників тренерського штабу клубу «Вотерфорд Юнайтед», до складу якого приєднався на умовах оренди 2023 року. Відіграв за команду з Вотерфорда менше одного року своєї ігрової кар'єри. До складу клубу «Гаддерсфілд Таун» повернувся того ж року. 

## Виступи за збірну
У 2023 році дебютував в офіційних матчах у складі національної збірної Екваторіальної Гвінеї.
| Дата       | Місто   | Господарі            | Результат | Гості                | Турнір                                  | Голи | Примітки |
| ---------- | ------- | -------------------- | --------- | -------------------- | --------------------------------------- | ---- | -------- |
| 6-9-2023   | Бенгазі | Лівія                | 1 – 1     | Екваторіальна Гвінея | Відбір до Кубка африканських націй 2023 | -    | 85'      |
| 13-10-2023 | Малабо  | Екваторіальна Гвінея | 0 – 0     | Буркіна-Фасо         | товариський матч                        | -    | 60'      |
| 9-1-2024   | Малабо  | Екваторіальна Гвінея | 1 – 1     | Джибуті              | товариський матч                        | -    |          |
| Усього     |         | Матчів               | 3         |                      | Голів                                   | 0    |          |